# 郭丽虹
郭丽虹（1956年—），北京市人，汉族，中华人民共和国政治人物、全国人民代表大会内蒙古地区代表。
毕业于中央党校研究生院经济管理专业，加入中国民主同盟，担任赤峰学院副院长。2008年起担任全国人大代表。2013年，被选为全国人大代表。